# Carlo Orlandi
Carlo Orlandi (n. 23 aprilie 1910, Milano, Regatul Italiei – d. 29 iulie 1983, Milano, Italia) a fost un boxer ce a reprezentat Italia, medaliat olimpic. A participat la o ediție a Jocurilor Olimpice (1928) în care a câștigat o medalie de aur.

## Participări
Lista de mai jos prezintă principalele competiții la care a participat Carlo Orlandi de-a lungul carierei.
- boxing at the 1928 Summer Olympics – lightweight[*]